# Lake B
Der Lake B, in einigen Quellen auch Lake Kaituna genannt, ist ein kleiner See in der Region Waikato auf der Nordinsel von Neuseeland. Er gehört zu einer Gruppe von Seen, die mit Buchstaben bezeichnet sind und deren Reihe von „A“ bis „E“ reicht.

## Geographie
Der rund 12 Hektar große und bis zu 1,3 m tiefe Lake B befindet sich in einer landwirtschaftlich genutzten Gegend, rund 3,8 km nördlich der nördlichen Stadtgrenze von Hamilton. Rund 1,2 km südöstlich ist der Lake A zu finden, rund 900 m in westlicher Richtung der Lake D und rund 260 m in nordnordwestlicher Richtung der Lake C. Das Gewässer misst eine Länge von rund 725 m in Südwest-Nordost-Richtung und besitzt eine maximale Breite von rund 310 m in Nordwest-Südost-Richtung. Der Umfang des Sees beträgt rund 1,95 km.
Den kleinen Torfsee umgibt ein Streifen von einem Feuchtgebiet, das eine Fläche von ca. 8 Hektar ausmacht. Einen Wasserzulauf bekommt der Lake B vom Lake A und führt seine Wässer zum naheliegende Lake C ab.